# Estadi de San Mamés
|  | Aquest article tracta sobre el nou estadi de San Mamés. Si cerqueu l'antic estadi, vegeu «Estadi de San Mamés (1913)». |

L'estadi de San Mamés és un estadi de futbol a Bilbao, País Basc. Va substituir l'antic estadi de San Mamés, terreny de joc de l'Athletic Club de Bilbao. San Mamés Barria té una capacitat per a 53.332 espectadors i compleix amb la normativa de la UEFA per ser considerat un "estadi 5 estrelles". L'estadi va formar part de la candidatura conjunta d'Espanya i Portugal als mundials de futbol de 2018 o 2022.

## Planificació i construcció
Les primeres etapes de la planificació es van produir ja el 2004, amb contractes inicials signats a finals del 2006, després de rebre l'aprovació per construir el març del 2006. El nou estadi s'havia de construir al costat de l'actual San Mamés en un terreny ocupat fins al 2003 per la Fira Internacional de Bilbao.
El 26 de maig de 2010, a les 12:00, va tenir lloc la cerimònia de la primera pedra a San Mamés. A l'acte hi van assistir: el lehendakari, Patxi López; el diputat general de Biscaia, José Luis Bilbao; l'alcalde de Bilbao, Iñaki Azkuna; el president del Bilbao Bizkaia Kutxa, Mario Fernández; el president de la Real Federació Espanyola de Futbol, Ángel María Villar i el president del Atlètic Club, Fernando García Macua.
En una mostra simbòlica, un tros de gespa i un maó de la façana van ser retirats de l'antic estadi i portats al lloc de construcció contigu per una cadena humana que va incloure famosos jugadors Iribar, Larrazábal, Iturraspe i Muniain així com membres del sistema juvenil, l'equip femení, l'equip de reserva i els seus seguidors inscrits més antics i joves.
Inicialment, es van construir tres quartes parts del nou estadi i després es van produir partits al mateix temps, mentre que l'antic es va enderrocar per fer lloc per completar el nou recinte.
Malgrat els problemes econòmics que patia el país en aquell moment, especialment el poble basc, el 52,6% del cost total de 211 milions d'euros (178 milions de lliures) de l'estadi va ser pagat per la institució pública, alguns pel Govern Basc (50 milions d'euros), alguns per l'Ajuntament de Bilbao (11 milions d'euros) i altres per la Diputació de Biscaia (50 milions d'euros inclosos dels terrenys), així com per l'Athletic (50 milions d'euros inclosos dels terrenys) i BBK / Kutxabank (50 milions d'euros), amb la condició que l'estadi inclouria instal·lacions per al públic, com ara un centre esportiu. S'havia cregut que la Comissió Europea investigava aquest ús de fons públics per qualsevol possible inpropietat en l'acord, però a finals del 2013 ho va confirmar Joaquín Almunia, el comissari de la competició en aquell moment (i un defensor de l'Athletic de Bilbao), que no se seguia aquest cas.

## Obertura inicial

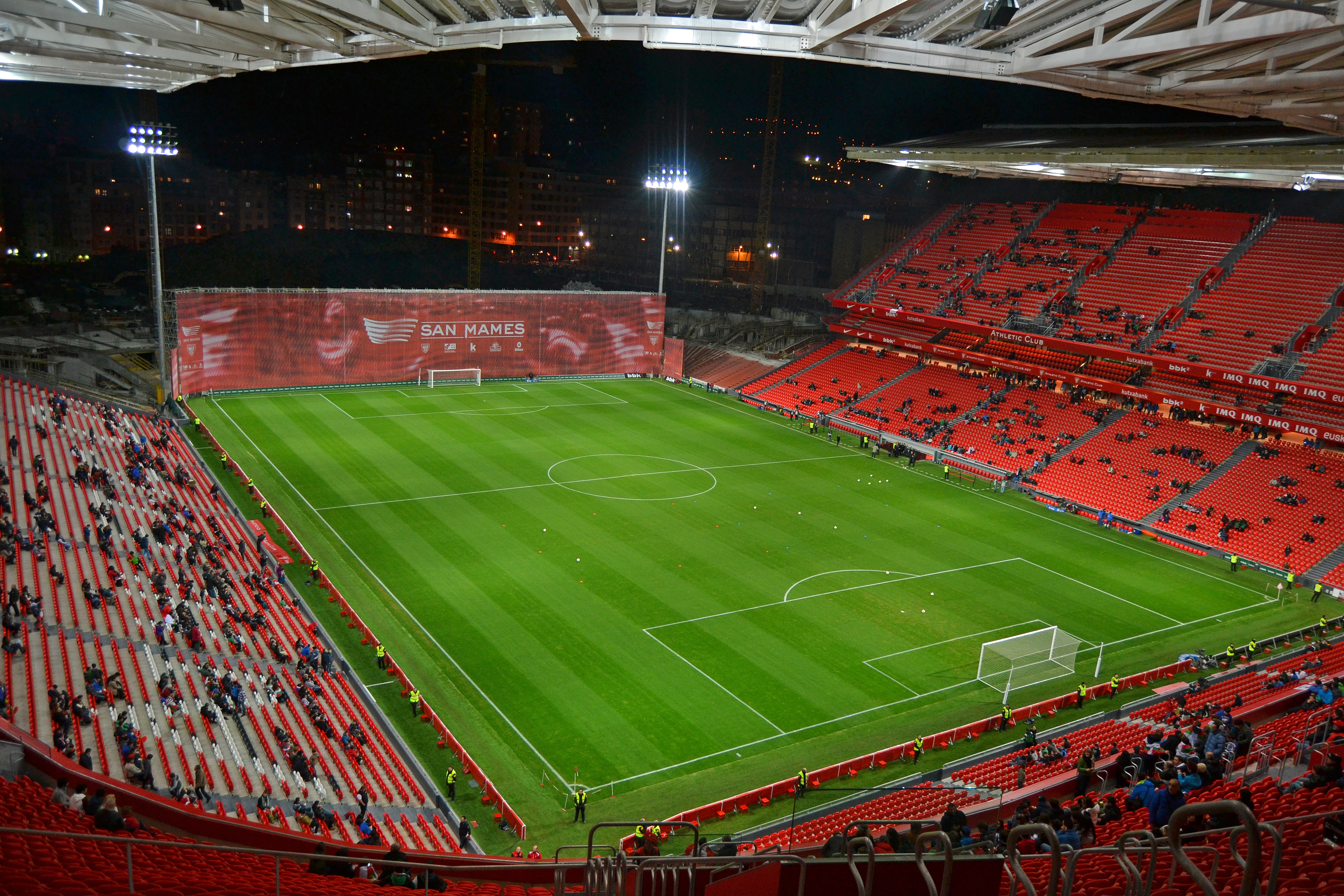
Parcialment completat, desembre del 2013

San Mamés es va inaugurar el 16 de setembre de 2013, 102 dies després del partit final a l'antic estadi. Aleshores, la capacitat oficial de l'arena parcialment completada era de 35.686. El primer partit va ser un partit de lliga disputat a les 22:00 entre els amfitrions de l'Athletic Club de Bilbao i el Celta de Vigo, que l'equip local va guanyar per 3 a 2. Hi assistia una multitud de 33.000. La distinció tenir el primer gol a l'estadi va ser del Celta: Charles, mentre que el primer gol de l'Athletic va ser de Mikel San José pocs minuts després.
Abans del partit, els capitans de cadascun dels equips d'edat del club, el capità del Athletic aquell partit, Carlos Gurpegui i el president Josu Urrutia van participar en una breu presentació acompanyats d'un ball tradicional d'Aurresku.
El partit del Celta va ser el segon equip de casa d'aquesta temporada. Com que el nou estadi no estava prou preparat, el partit d'obertura de la campanya (una victòria de 2-0 sobre el Osasuna) es va jugar a Anoeta a Sant Sebastià, seu de la Reial Societat.

## Finalització

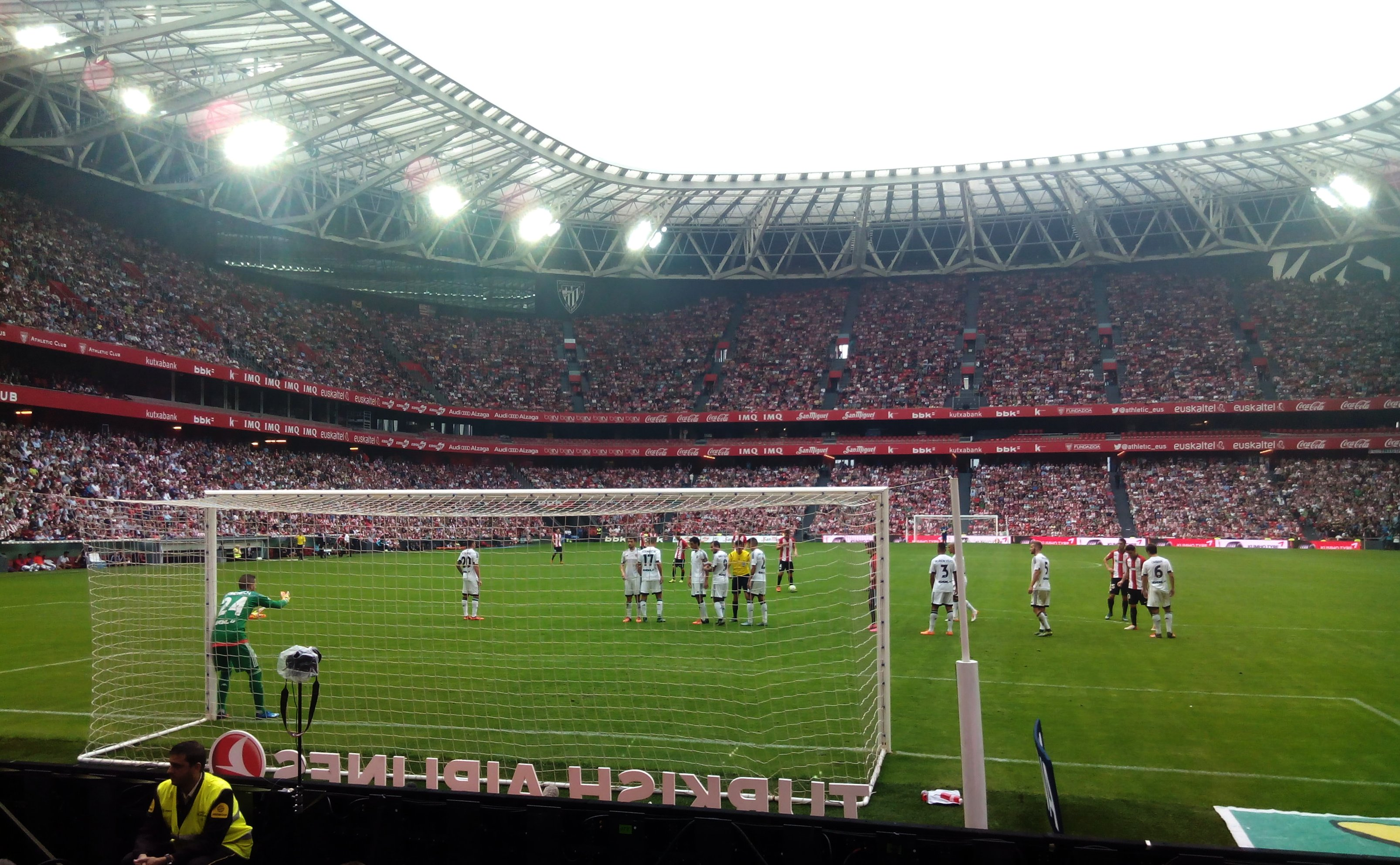
L'Athletic en acció (2015)

El primer partit a l'estadi amb tota la seva capacitat va ser una victòria a la Champions League contra el Nàpols el 27 d'agost de 2014, al qual van participar 49.017. L'Athletic va guanyar per 3-1 per avançar a la fase de grups de la competició.

## Extensió del sostre

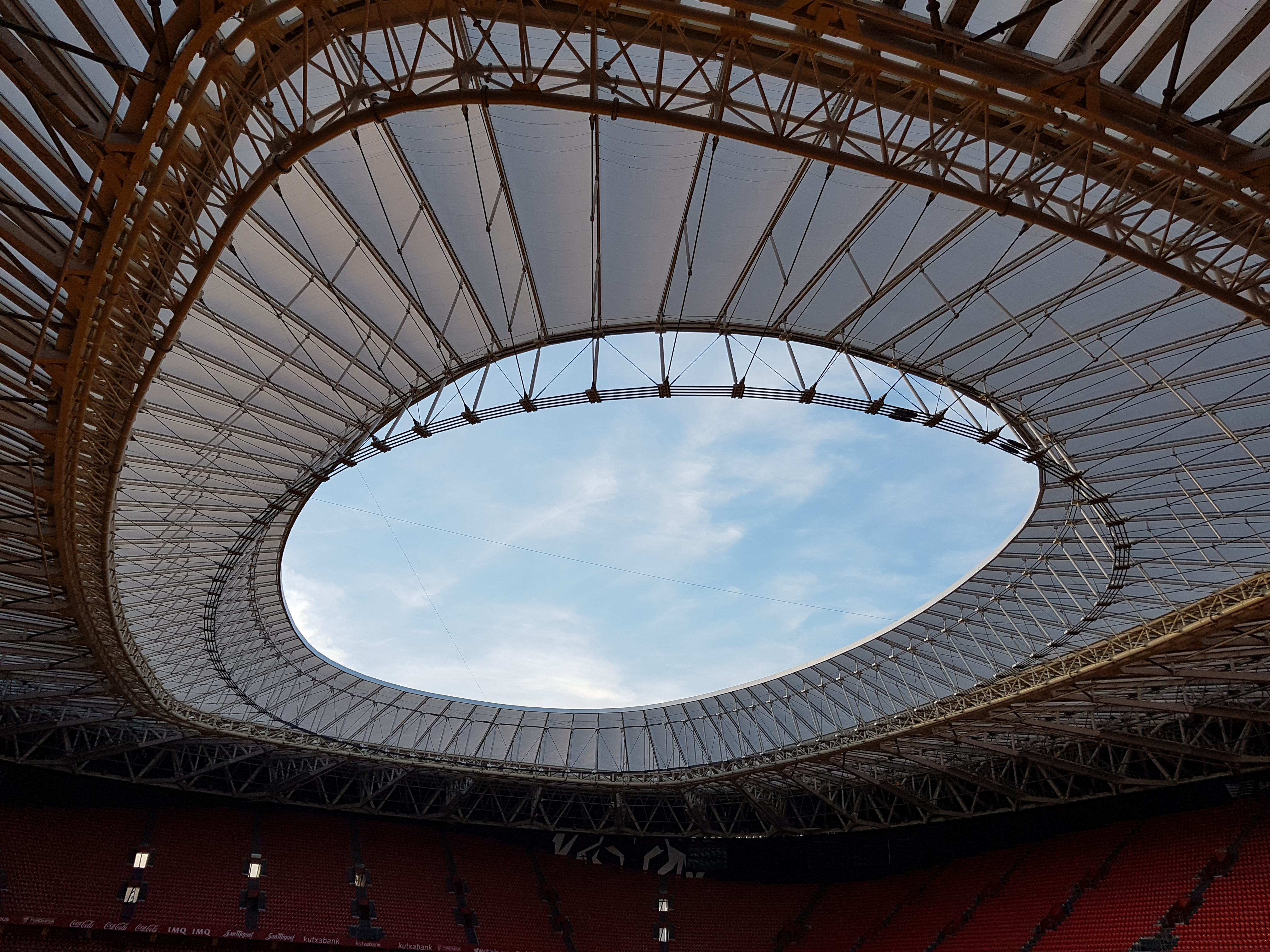
Vista de la extensió del sostre (2017)

Des de l'obertura de l'estadi, els partidaris havien manifestat amb freqüència el seu descontentament al terrat, que no protegia tots els seients de les freqüents pluges de Bilbao. Cap al final de la temporada 2015-16, durant la pausa estiuenca i al començament de 2016-17, es van afegir extensions al sostre amb un cost de 12,6 milions d'euros, estimat per augmentar l'eficàcia contra el clima humit en un 70%. Finalment, el 20 de novembre de 2016 es van acabar les obres i la extensió del sostre va ser totalment funcional en la victòria per 1-0 davant del Vila-real CF en un partit de La Lliga. La falta de llum solar al terreny de joc al terrat és compensada per mòduls d'il·luminació interna que mantenen la condició i el creixement de la gespa, un sistema utilitzat en altres estadis espanyols.